# Patrick Cormack
Patrick Thomas Cormack, barone Cormack (Grimsby, 18 maggio 1939 – Lincoln, 25 febbraio 2024), è stato un politico, storico e giornalista britannico, membro del Partito Conservatore.

## Biografia
Patrick Cormack nacque a Grimsby, nella contea del Lincolnshire, il 18 maggio 1939. Studiò presso l'Università di Hull, conseguendo un bachelor of arts nel 1961. Dopodiché divenne un insegnante.

### Carriera professionale
Nella sua vita s'interessò alle questioni storiche, in particolare quelle legate all'English Heritage. Esperto storico parlamentare, scrisse numerosi libri sulla storia del Parlamento, sulle cattedrali e sui castelli britannici ed infine su William Wilberforce.
Nel 1979 divenne membro del Council for British Archaeology (Consiglio per l'archeologia britannica), mentre dal 1983 al 1993 fu amministratore fiduciario del Winston Churchill Memorial Trust.

### Carriera politica
Entrò in politica in occasione delle elezioni generali del 1964, candidandosi per il seggio di Bolsover. Qui venne sconfitto dal deputato laburista in carica Harold Neal. Due anni dopo si presentò nuovamente alle elezioni, questa volta candidandosi per il collegio di Grimsby (attualmente chiamato Great Grimsby), dove perse contro il politico Anthony Crosland, allora segretario di Stato per l'istruzione e la scienza.
Nel 1970 si candidò per il seggio di Cannock, questa volta venendo eletto, battendo quindi la laburista Jennie Lee. Dal 1970 al 1973 ricoprì il ruolo di segretario privato parlamentare presso il dipartimento di sanità e previdenza sociale. Alle successive elezioni contestò invece il collegio di South West Staffordshire, che alla fine vinse. In Parlamento, al 1979 al 1983 prese parte al comitato ristretto per l'istruzione.
Alle elezioni del 1983 venne eletto nel rinominato seggio di South Staffordshire coprendo un'area simile a quella del vecchio collegio. Così fu anche in tutte le successive elezioni, fino al 2010.
Nel 1997, essendo il Partito Conservatore all'opposizione, entrò nel gabinetto ombra con a capo William Hague come viceleader ombra della Camera dei comuni. Qui rimase fino agli inizi del 2000, candidandosi alcuni mesi dopo alla carica di Speaker della Camera dei comuni in seguito alle dimmisioni di Betty Boothroyd. Tuttavia la sua candidatura non ebbe successo, tanto che alla fine si scelse il deputato laburista Michael Martin.
Dal 2005 al 2010 Patrick Cormack fu presidente del comitato ristretto per gli affari dell'Irlanda del Nord.
Il 18 dicembre 2010, quindi non più membro della Camera dei comuni, venne annunciata la sua nomina a pari a vita. Assunse il titolo di barone Cormack ed entrò all'interno della Camera dei lord il 21 dicembre seguente.

## Vita privata
Patrick Cormack si sposò con Kathleen MacDonald nel 1967 e insieme ebbero due figli.
Patrick Cormarck morì a Lincoln il 25 febbraio 2024 all'età di 84 anni.